# Hannes Küpper
Hannes Küpper (* 25. Dezember 1897 in Düsseldorf; † November 1955 in Berlin) war ein deutscher Dramaturg, Regisseur und Schriftsteller.

## Leben

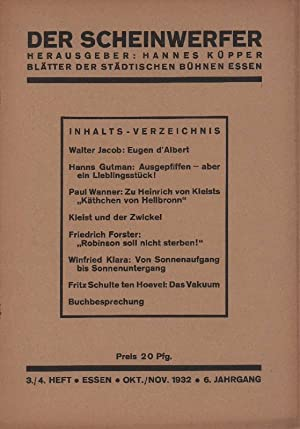
Der Scheinwerfer, 1932

Hannes Küpper war der Sohn eines Malermeisters. Er war Soldat im Ersten Weltkrieg. Nachdem er 1918 Schauspielunterricht bei Louise Dumont in Düsseldorf erhalten hatte, ging er als Schauspieler an das Künstler-Theater nach Frankfurt am Main, danach an das Schauspielhaus Zürich.
Daneben übte er verschiedene Tätigkeiten aus, u. a. als Radrennfahrer. 1926 wurde ihm von Bert Brecht für sein Gedicht über den Sechstage-Rennfahrer Reggie McNamara „He, he! The Iron Man!“ der von der Zeitschrift „Die literarische Welt“ gestiftete Lyrikpreis verliehen. Suzanne Lenglen widmete er sein Gedicht „Suzanne die Göttliche“.
Von 1927 bis 1933 war Küpper Dramaturg an den Städtischen Bühnen in Essen und gab die Zeitschrift „Der Scheinwerfer“, ein bedeutendes Organ der literarischen Neuen Sachlichkeit, heraus. Ab 1932 wirkte Küpper vorwiegend als Regisseur und Dramaturg am Düsseldorfer Schauspielhaus, ab 1937 am Schauspielhaus Hamburg. Ab 1939 beteiligte er sich am Aufbau des deutschen Fernsehens. Im Zweiten Weltkrieg war er Fronttheater-Regisseur.
Von 1945 bis 1949 arbeitete er als Hörspielregisseur beim sowjetisch kontrollierten Berliner Rundfunk mit mehr als 20 Bearbeitungen.

## Hörspiele
- 1945: Gotthold Ephraim Lessing: Nathan der Weise – Bearbeitung und Regie (Berliner Rundfunk)
- 1946: Friedrich Hebbel: Gyges und sein Ring – Regie (Berliner Rundfunk)
- 1946: Carl Zuckmayer: Katharina Knie – Regie (Berliner Rundfunk)
- 1947: George Bernard Shaw: Major Barbara – Regie (Berliner Rundfunk)
- 1947: Bernhard Zebrowski: Abschied von Schanghai – Regie (Berliner Rundfunk)
- 1947: Konstantin Simonow: Mister Smith schreibt ein Buch (Die russische Frage); – Regie (Berliner Rundfunk)
- 1947: Roman Niewiarowicz: Hollywood oder der Mensch als Ware – Regie (Berliner Rundfunk)
- 1948: Arnaud d’Usseau, James Gow: Tief sind die Wurzeln – Regie (Berliner Rundfunk)
- 1948: Karl Sonnabend: 30000 Mark – Regie (Berliner Rundfunk)
- 1949: William Shakespeare: Szenen aus Richard II. – Regie (Berliner Rundfunk)
- 1951: William Shakespeare: Hamlet – Regie (Hörspiel – BR)

## Werke
- Die Sache ist die, Potsdam 1924 (zusammen mit Maxim Vallentin)

## Herausgeberschaft
- Technische Zeit, Essen 1929